# Hormizdas
Hormizdas (ur. we Frosinone, zm. 6 sierpnia 523) – święty Kościoła katolickiego, 52. papież w okresie od 20 lipca 514 do 6 sierpnia 523.

## Życiorys
Urodził się we Frosinone i był Italczykiem. Przed wyborem na papieża był żonaty i miał syna, który w 536 sam wstąpił na tron papieski jako Sylweriusz. Po śmierci żony Hormizdas przyjął święcenia diakonatu.
Za jego pontyfikatu zmarł wieloletni cesarz Bizancjum Anastazjusz (518). Nowym cesarzem wybrano Justyna, który wraz ze swoim przyszłym następcą Justynianem postanowił rozprawić się z herezją ariańską. Na życzenie cesarza Justyniana, papież ułożył formułę wiary zgodną z tą z soboru w Chalcedonie, co zakończyło okres schizmy akacjańskiej. Licząc na podniesienie prestiżu papiestwa w Kościołach wschodnich Hormizdas doprowadził do ugody i podpisania tzw. „Formuły Hormizdasa” w 519. W „Formule” podkreślono, że Kościół rzymski zawsze sprzeciwiał się herezji.
Jako święty papież Hormizdas przedstawiany jest z wielbłądem, w młodym wieku. Uważany był za patrona służby stajennej. Zmarł 6 sierpnia 523 roku i został pochowany w bazylice św. Piotra.
Wspomnienie liturgiczne przypada 6 sierpnia.